# Literarna oseba
Literarna oseba (tudi literarni lik, literarna figura ali zastarelo junak) je književna in pripovedna oseba, ki je ena izmed temeljnih sestavin v literarnem delu upodobljenega sveta. Literarne osebe so pomembne zlasti v epiki in dramatiki, medtem ko v liriki navadno niso konstituirane. Glede na to, kako so prikazane in kakšno vlogo imajo v dogajanju, se delijo na glavne in stranske ali epizodne. Zaradi svojega osrednjega  pomena v dogajanju postanejo nosilci določene snovi in z njo vred doživijo različne upodobitve.

## Literarna oseba v pripovednih delih
V ožjem pomenu je omejena na udeleženca pripovedi, izključuje pa pripovedovalca (narrator) in narratee. Teoretični modeli literarne osebe se delijo na dve skupini:
- mimetične ali reprezentacijske teorije
- nemimetične teorije

### Mimetične teorije
V mimetičnih teorijah literarna oseba predstavlja človeka ali človeku podobno bitje. Prvič je bil tak pogled izražen pri Aristotelu. Pomembnejše teoretične paradigme znotraj mimetičnih teorij so:
- semantična teorija (teorija možnih svetov)
- kognitivna teorija (mentalni modeli bralca)
- komunikacijska teorija (proces narativnega posredovanja)

Te tri teorije imajo različna izhodišča, a se lahko pomembno dopolnjujejo in skupaj tvorijo celovitejšo teorijo literarne osebe.

#### Semantična teorija
Semantična teorija v ospredje postavlja razmerje med realnimi in možnimi svetovi. Literarne osebe nastopajo v možnih svetovih in so drugačne od oseb iz realnega življenja. So poustvarjene, saj jih ustvarjajo semiotični pomeni in reference. Znotraj možnega sveta je literarna oseba postavljena v prostor in čas ter ima človeške lastnosti, in sicer fizične ali zunanje, družbene in mentalne ali notranje. Pripisana so ji nagnjenja, vedenja, prepričanje, namere, želje, drža, hrepenenje in akcija. Literarna oseba mora biti aktivna oz. dejavna oseba (postmodernistične literarne osebe so v nasprotju s tem). V nasprotju z realnimi osebami so informacije o literarni osebi omejene na tekst, ki jih prikliče v obstoj. Informacije lahko podrobno opišejo lastnosti literarne osebe, tudi njen mentalni svet, lahko pa so nepopolne, protislovne in nezdružljive.
Literarne osebe imajo lahko različne modalne vloge: lahko obstajajo v možnem svetu, lahko pa so le mentalni konstrukt. To pomeni, da obstajajo le v mišljenju, želji, nameri ali domišljiji druge literarne osebe. Včasih je to težko prepoznati. Karakterizacija (fizična, mentalna, vedenjska) literarnih oseb je univerzalna, vendar sta narava in število lastnosti literarne osebe raznolika. Odvisna sta od vloge literarne osebe v pripovedi, tipa možnega sveta, in sicer kaj je v njem nujno, možno ali verjetno, in od estetike avtorjeve literarne šole.
Skozi zgodovino se pojavljajo literarne osebe, ki jih označuje lastno ime, in se pojavijo v možnih svetovih različnih avtorjev – tako se v več literarnih delih na primer pojavita Don Kihot in Don Juan, v slovenski literaturi pa Smoletova Antigona po vzoru Sofoklejeve. Mnenja o tem, ali gre za isto literarno osebo, različne verzije ali različne literarne osebe, so deljena. Prevladuje pa prepričanje, da gre za ločene literarne osebe. Podoben problem je pri literarnih osebah v možnih svetovih, ki nosijo imena zgodovinskih oseb, denimo Napoleon. Ali je nekdanji vladar, imenovan Napoleon, ki živi v izgnanstvu v New Orleansu, verzija orginalne osebe? 
Razmerja med literarno in resnično osebo so treh vrst:
- Fiktivni posameznik je lahko le semiotično motiviran glede na prej obstoječe literarne kode in stereotipe.
- Literarna oseba je lahko poleg tega razumljena kot verjetna, če so njene lastnosti takšne, kot bi jih lahko imela v realnem svetu.
- Literarna oseba je realistična, če je verjetna glede na prevladujoč svetovni model zahodne kulture 19. stoletja, tj. realizem.

#### Kognitivna teorija
Kognitivna teorija se osredotoča na mentalne modele. Literarna oseba ima lahko dve vrsti značaja, in sicer ploski ali zaokroženi značaj. Za ploske značaje velja, da ne morejo presenetiti, medtem ko zaokroženi lahko. Literarne osebe s ploskim značajem se ne spreminjajo in so zato statične. Na drugi stani so literarne osebe z zaokroženim značajem podvržene mentalnim spremembam, kot sta razvoj ali padec, in so zato dinamične.
V kognitivni teoriji je literarna oseba dojeta kot mentalni model pripovednih svetov, ki ga konstruira bralec, medtem ko bere. Konstrukcija modela poteka na osnovi medsebojnega delovanja specifičnih tekstovnih podatkov in splošnega spoznavanja struktur, ki jih bralec prepoznava, ker so hranjene v njegovem dolgoročnem spominu. Razločujoče elemente, ki jih ne prepoznava, pa uvaja v svoj mentalni zemljevid. Ta tako vključuje značilnosti osnovnih tekstnih podatkov, okrog katerih je konstruiran minimalni situacijski okvir, sestavljen iz literarne osebe, časa, prostora, stanja in dogodka.
Mentalni model se začne oblikovati kot reakcija na tekstovne ključe – mentalne in nementalne, denimo dejanja literarne osebe. Bralec te ključe nezavedno razpoznava in zbira, nato pa se aktivirajo njegove izkušnje in predstave, ki jih skladišči v dolgoročnem spominu. Te vključujejo scenarije, sheme in stereotipe, psihološke, družbene, komunikacijske in fizične dimenzije, znanje o literarnih žanrih in konvencijah. Tak postopek se imenuje personalizacija. Poleg tega bralec začne posploševati lastnosti literarne osebe v tekstu, ki ga bere. Pri prilagajanju izkušenj, predstav in posplošitev, bralec začne kategorizirati, in sicer tako, da strne vse dosegljive informacije, izpolni mentalni model literarne osebe, formulira pričakovanja o nadaljnjih tekstovnih informacijah o literarni osebi in pojasni prejšnje informacije.
Avtor postavi le ogrodje, ki ga zapolni bralec s svojimi izkušnjami in predstavami. Hkrati potekata oba postopka, personalizacija in kategorizacija. Zaradi vedno novih podatkov lahko prihaja do modifikacije mentalne podobe literarne osebe; gre za osvežitev sheme. Če so spremembe pri neposrednem definiranju literarne osebe, se začne dekategorizacija literarne osebe, prejšnji sklepi se razveljavijo in shema se razkroji. Percepcija se deavtomatizira, na novo pa se začenja kategorizacija .

#### Komunikacijska teorija
Zanima jo komunikacija med avtorjem, pripovedovalcem in literarno osebo. Karakterizacijo lahko opazujemo iz različnih gledišč:
- avtorja
- persprektive
- pripovedovalca
- literarne osebe (narratee)

Ključno vprašanje je, iz katerega od teh gledišč dobimo informacije o posamezniku in ali so te informacije resnične oz. zanesljive.
Največ informacij o fizičnih, mentalnih in družbenih značilnostih literarne osebe dobimo iz navedb, ki neposredno pripisujejo lastnosti določeni osebi. Literarno osebo vedno karakterizira pripovedovalec ali pa jo je mogoče ugotoviti s pripovedovalčevo samokarakterizacijo. Poleg pripovedovalca je samokarakterizacije sposoben tudi avtor. Na drugi strani pa tega perspektiva ne omogoča. Pri njej je mentalno dimenzijo mogoče razbrati iz narave informacij in njihovega obdelovanja.
Informacije vsevednega pripovedovalca so po pripovedovalski konvenciji resnične in na njihovi osnovi lahko določamo veljavnost informacij iz drugih virov. Le pripovedovalčeva ironija je stvar interpretacije. Nasprotno pa bralci sami odločijo, ali bodo informacije o lastnostih literarnih oseb, ki jih prinašajo avtor, literarne osebe same ali personalni pripovedovalec, sprejeli ali jih zavrnili. Pri tem je zanesljivost avtorja odvisna od njegovih splošnih lastnosti (inteligence, znanja, poštenosti) in specifičnih, vezanih na kontekst (kdo karakterizira koga, za koga, v kakšni situaciji, s kakšnim namenom).
Viri informacij, predvsem za mentalni svet, so:
- dinamični elementi - (fizična) dejanja in govor lit. oseb, njihovo obnašanje, vsebina in kontekst
- statični elementi - zunanjost lit. oseb, naravno (in umetno) okolje
- formalni obrazci - kako lit. oseba funkcionira v nekem okolju

Pripovedovalec lahko karakterne lastnosti literarne osebe poda naenkrat ali postopoma.

### Nemimetične teorije
Literarno osebo reducirajo na tekstovno gramatično, leksikalno in tematsko enoto. Tekstualnih in semiotičnih vidikov pripovednega diskurza ne presežejo. Literarno osebo dojemajo kot predmet povezanega diskurza, kot tvarino, na katero so vezani: 
- razločujoče leksikalne značilnosti glede na slovenične določilnice (vršilec, predmet)
- sredstva za doseganje estetskega učinka (smeh, groza)
- formalni elementi v zasnovi, razpletu, zapletu, zgodbi

Na tematski ravni literarna oseba pomeni ideološko pozicijo prepletanja motivov ali tem ter ponazoritev problemov, vedenj, vrednosti in idej.
K nemimetičnim teorijam sodi denimo model Rolanda Barthesa. 

### Združitev teorij
James Phelan je predlagal dopolnjevalni model literarne osebe, ki vključuje mimetične in nemimetične teorije. Loči tri osnovne komponente tega modela: 
- mimetično (literarna oseba kot oseba)
- tematsko (literarna oseba kot ideja)
- sintetično (literarna oseba kot umetni konstrukt)

Vse te komponente obstajajo ob vsakem nastopu literarne osebe, povezave med njimi (katera je v ospredju, katera ni poudarjena) pa se razlikuje od pripovedi do pripovedi